# Великоберезнянский район
Великобере́знянский райо́н (укр. Великоберезнянський район) — упразднённая административная единица на северо-западе Закарпатской области Украины. Административный центр — пгт Великий Берёзный.

## География
Площадь — 809 км².
Основные реки — Уж.
Район граничил на севере с Польшей, на юге — с Перечинским районом Закарпатской области, на западе — со Словакией, на востоке — с Турковским районом Львовской области и Воловецким районом Закарпатской области.

## История
Территория Великоберезнянского района была заселена ещё в первое тысячелетии до н. э., о чём свидетельствуют данные археологических раскопок, в частности изделия из бронзы и могильник. Первые письменные упоминания о Великом Березном и окрестных землях датируются 1409 годом. В государственном налоговом списке по 1427 год говорится, что Великий Берёзный принадлежит к владениям Ужгородской доминии графов Другетов. Согласно урбару 1691 года нынешний район (центр и окружающие сёла) на правах округа входил в четвёртом дисткрит Ужгородской доминии графа Берчени, наследника Другетов.
Такими же древними как Великий Березный (согласно письменным упоминаниям) можно считать сёла Люту, Малый Берёзный, Волосянку, Ставное, Стужица, Черноголова. О других населённых пунктах первые письменные упоминания датируются последними веками, когда уже наладилась централизованная управленческая экономически социальная жизнь края.
В разные исторические эпохи район, как и большинство населения Закарпатья, входил в состав разных государств — Австро-Венгрии, Венгрии, Чехословакии. Менялись режимы, но население не нивелировало своих ярких традиций и обычаев. До наших времен дошли предания, легенды, песни, которые свидетельствуют о самобытной культуре лемков.
В годы второй мировой войны район был оккупирован хортистскими войсками Венгрии, которая была союзницей гитлеровской Германии и оставила фортификационный памятник — так называемую Линию Арпада. Молодежь Великоберезнянщины воевала по разным сторонам фронта, ведь часть была призвана в венгерскую армию, а часть пополнила ряды армии генерала Свободы, выступавшего на стороне Красной армии. Поэтому с поля битвы одни вернулись победителями, следовательно, получили статус ветеранов войны, а вторые — бесславно «союзниками врага».
После воссоединения в июне 1945 года Закарпатье с Советской Украиной в Великоберезнянском районе проходили те же социально-экономические и культурно-образовательные процессы, и во всей области: открывались промышленные предприятия, образовательные и культурные учреждения, организовывались колхозы.
30 декабря 1962 года район был упразднён, восстановлен 8 декабря 1966 года.
В советский период в селах района были открыты школы и детсады. В каждом населенном пункте действовали клуб и библиотека. Медицинскую помощь население получало в центральной районной больнице (современное помещение её, сданное в эксплуатацию в 1975 году), несколько сельских участковых больниц (Люта, Черноголова, Волосянка, Жорнава) и фельдшерско-акушерские пункты.

## Демография
Население района составляет 28 211 человек (данные 2006 г.), в том числе в городских условиях проживают около 6 655 человек. Всего насчитывается 32 населённых пункта.
По результатам всеукраинской переписи населения 2001 года в районе проживало 28,2 тысяч человек (92,5 % по отношению к переписи 1989 года), из них русских — 0,2 тысяч человек (0,7 % от всего населения), цыгане — 0,5 тысячи человек (1,6 %), словаки — 0,3 (1 %).

## Административное устройство
Количество советов:
- поселковых — 1
- сельских — 19

Количество населённых пунктов:
- посёлков городского типа — 1
- сёл — 31